# بل‌اورن (گول‌باشی)
بل‌اورن (به ترکی استانبولی: Belören) یک منطقهٔ مسکونی در ترکیه است که در گول‌باشی واقع شده‌است.